# Chikyū Gorgeous
Chikyū Gorgeous (地球ゴージャス, Chikyū gōjasu) est un duo japonais formé par les acteurs Yasufumi Terawaki et Gorō Kishitani, affilié à l'agence Amuse Inc.

## Biographie
Yasufumi Terawaki (寺脇康文, Terawaki Yasufumi) et Gorō Kishitani (岸谷五朗, Kishitani Gorō) se rencontrent au début des années 80. Ils sont alors membres de la compagnie théâtrale Super Eccentric Theatre dirigée par Yuji Miyake. Portés par les mêmes valeurs, ils deviennent rapidement amis et collaborateurs.
Entre 1987 et 1994, ils forment le trio comique SET Team aux côtés de Yoshinobu Yamada.
Dès la fin de SET Team, Kishitani et Terawaki créent Chikyū Gorgeous. L'appellation Chikyū Gorgeous (地球ゴージャス, Chikyū gōjasu, littéralement : Terre magnifique) repose sur leur vision du monde : « Nous voulions que les habitants de la Terre aient conscience de leur richesse et de leur beauté, nous avons opté pour ce nom légèrement ludique [...] ».
Leur concept est de concevoir des spectacles (pièces de théâtre, comédies musicales...) sur une courte période, portés par une troupe de comédiens invités. Très prolifique, le tandem produit et présente ses créations tous les un à deux ans.
Depuis leur 4e production, Kishitani officie comme dramaturge et metteur en scène sur toutes leurs œuvres. Terawaki épaule régulièrement son associé au livret et en tant qu'assistant à la mise en scène.
Le styliste Kansai Yamamoto collabore régulièrement avec le tandem : il créé notamment les costumes pour Claudia (2004), Humanity the Musical (2006) ou encore The Love Bugs (2016). Pour le second revival de Claudia (2022), les successeurs de Yamamoto sont en charge des costumes afin de préserver la patte du créateur décédé en 2020.
A compter de 2006, ils sont en partenariat avec la Daiwa House Industry.
En 2021, Chikyū Gorgeous adapte la comédie musicale américaine The Prom pour le public nippon. Le scénario, la traduction et la mise en scène sont assurés par Kishitani.

## Créations
- 1995 : Bindzume no jigoku 〜 itsu made mo taeru koto naku tomodachi de iyou 〜  (瓶詰の地獄 〜いつまでもたえることなくともだちでいよう〜)
- 1997 : Kami no doresu o moyasu yoru ― Honkon dai yoru sōkai ― (紙のドレスを燃やす夜―香港大夜総会―)
- 1999 : Chizu ni nai machi ― DOHENEKE HEKISHIN (地図にない街―DOHENEKE HEKISHIN)
- 2000 : Sakura no Uta 〜 Maboroshi no natsu… wasuresara reta chīsana kokoro-tachi e no rekuiemu 〜 (さくらのうた 〜幻の夏…忘れ去られた小さな心たちへのレクイエム〜)
- 2001 : Quintet (クインテット)
- 2002 : Karte (カルテ)
- 2004 : Claudia
- 2005 : Claudia, premier revival
- 2006 : Humanity the Musical ~ Momotarō to yukainanakamatachi ~ (Humanity the Musical 〜モモタロウと愉快な仲間たち〜)
- 2007 : Sasayaki-iro no ano hi-tachi (ささやき色のあの日たち)
- 2009 : Hoshi no daichi ni furu namida (星の大地に降る涙)
- 2010 : X day
- 2012 : Kaitō Sebun (海盗セブン)
- 2014 : Kuzariāna no tsubasa (クザリアーナの翼)
- 2016 : The Love Bugs
- 2018 : ZEROTOPIA
- 2020 : Hoshi no daichi ni furu namida The Musical (星の大地に降る涙 The Musical)[6]
- 2022 : Claudia, second revival[7]
- 2024 : Hakanaki hikari no rapusodi (儚き光のラプソディ)[8]

## Adaptation
- 2021 : The Prom

## Personnalités liées
La liste suivante cite de façon non-exhaustive les personnalités ayant figurées dans une ou plusieurs productions de Chikyū Gorgeous.
- Ayaka Miyoshi
- Eriko Satō
- Fuku Suzuki
- Haruma Miura
- Hikari Ishida
- Kana Hanazawa
- Kazuki Kitamura
- Keiko Toda
- Kenta Izuka
- Kyōko Koizumi
- Mackenyu
- Maki Ōguro
- Mao Daichi
- Masahiko Nishimura
- Masatoshi Nakamura
- Meimi Tamura
- Rena Sasamoto
- Reon Yuzuki
- Ryōsuke Miura
- Sae Miyazawa
- Sakurako Ōhara
- Sayaka Yamaguchi
- Shōma Kai
- Sōichi Hirama
- Taishi Nakagawa
- Takako Katō
- Takanori Nishikawa
- Takurō Ōno
- Takuya Uehara
- Tamiyo Kusakari
- Tomu Ranju
- Toshiaki Karasawa
- Wakana Aoi
- Yoshino Kimura
- Yū Shirota
- YU-KI
- Yūki Kudō
- Yumiko Takahashi
- Yūsuke Hirose
- Yusuke Yamamoto...